# Луций Корнелий Сизена
Луций Корнелий Сизена (на латински: Lucius Cornelius Sisenna) e древноримски сенатор, оратор, историк и писател през I век пр.н.е.
Произлиза от сенаторска фамилия от етруски произход и служи при Сула по време на Съюзническата война. След това през 80-те години не е ясно дали е в Рим или със Сула в Изтока. Става претор през 78 пр.н.е. и след това управител на Сицилия. През 70 пр.н.е. участва в защитата на Вер.
През 67 пр.н.е. е легат при Помпей Велики и командва войската в пиратската война в Гърция. Умира в битка на остров Крит. 
Като оратор не е много добър. Превежда от гръцки на латински Milesiaka (Milesiae fabulae, Милетски разкази) от Аристид Милетски. От тези преводи до нас са достигнали само 10 фрагмента. Служат за пример на Петроний за Сатирикон.
Написва Historiae от 23 тома за Съюзническата война, за господството на привържениците на Гай Марий и на диктатора Сула, общо за събитията до 79 – 78 пр.н.е. Останали са от тях 140 къси фрагменти, последният от ноември 82 пр.н.е. Ползван е от Салустий и Тацит. Архаистите от имперското време също го ползват.